# 植物营养学

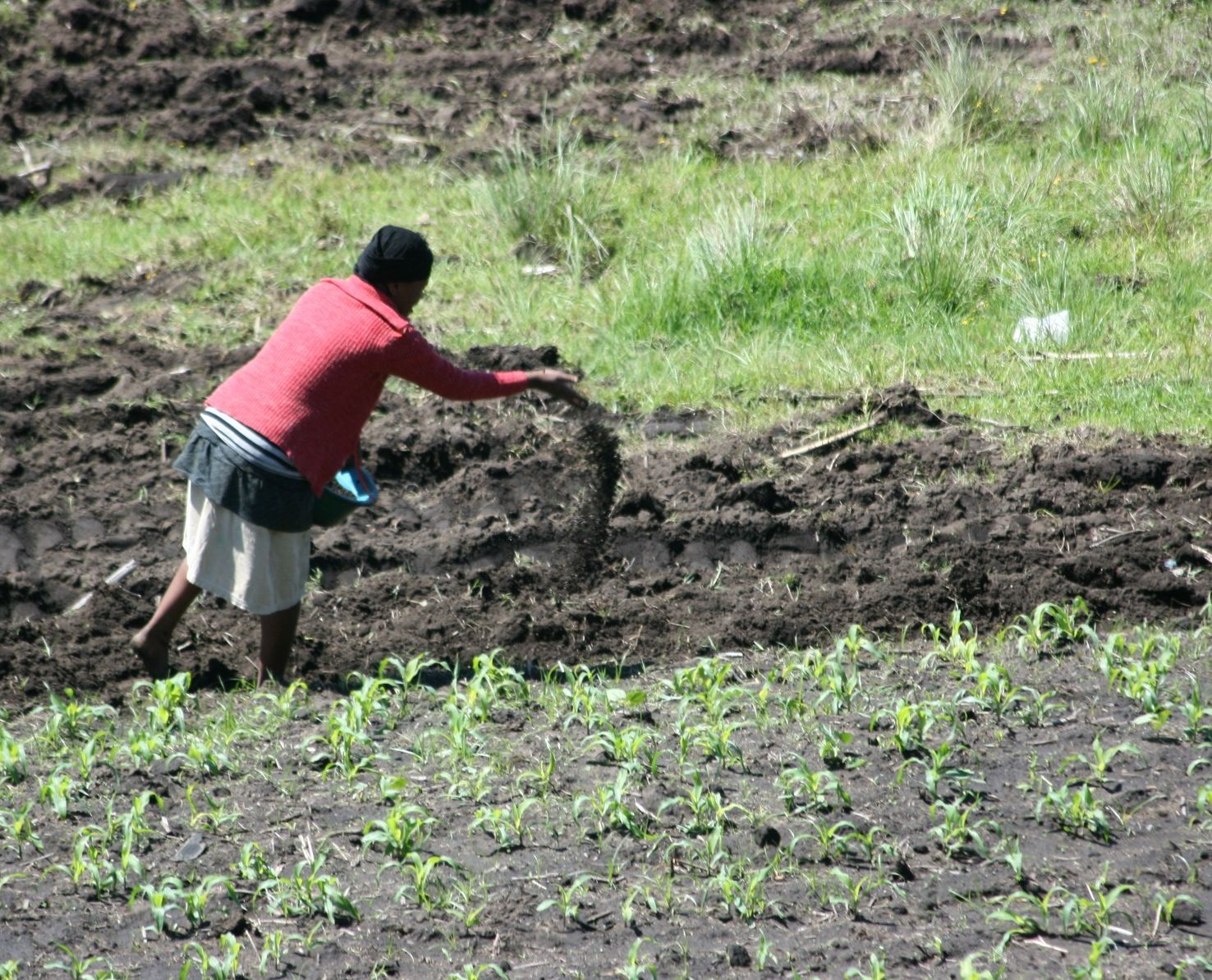
农民播撒腐熟的粪便以提高土壤肥力和植物营养

植物营养学是研究植物生长、植物代谢及其外部供应所需的化學元素和化合物的学科。如果没有这种元素，植物就无法完成正常的生命周期，或者说这种元素是某些基本植物成分或代谢物的一部分。这符合尤斯图斯·冯· 李比希的李比希最低量定律。总的来说，植物的基本养分包括17种不同的元素：碳、氧和氢是从空气中吸收的，而包括氮在内的其他养分通常是从土壤中获得的（例外情况包括一些寄生或食肉植物）。
植物必须从其生长介质中获得以下矿物营养：
- 宏量营养素：氮（N），磷（P），钾（K），钙（Ca），硫（S），镁 （Mg）， 碳 （C）， 氧 （O）， 氢 （H）
- 微量营养素（或微量矿物质）：铁 （Fe）， 硼 （B）， 氯 （Cl）， 锰 （Mn）， 锌 （Zn）， 铜 （Cu）， 钼 （Mo）， 镍 （Ni）

这些元素以盐的形式留在土壤中，因此植物以离子形式吸收这些元素。宏观营养素的吸收量较大；按干物质重量计算，氢、氧、氮和碳占植物全部生物量的95%以上。微量营养素以百万分之几的量存在于植物组织中，从0.1到200ppm不等，或小于0.02%的干重。
世界各地的大多数土壤条件可以为适应该气候和土壤的植物提供完整生命周期所需的足够营养，而不需要添加营养物质作为肥料。但是，如果土壤被种植，就有必要通过添加肥料来人为地改变土壤肥力，以促进旺盛的生长，增加或维持产量。这样做的原因是，即使有充足的水和光照，营养缺乏也会限制生长和作物产量。

## 历史
碳、氢和氧是植物从空气和水中获得的基本营养物质。李比希在1840年证明，植物需要氮、钾和磷。李比希的最小法则指出，植物的生长受到营养物质缺乏的限制。1939年，Arnon和Stout利用土壤以外的培养基进行植物栽培，表明钼对番茄的生长至关重要。

## 过程
植物通过根部从土壤中吸收矿物质，并通过叶子从空气中吸收（主要包括氮和氧）。土壤中的养分吸收通过阳离子交换实现，其中根毛通过质子泵将氢离子（H+）泵入土壤。这些氢离子取代了附着在带负电荷的土壤颗粒上的阳离子，从而使阳离子可被根部吸收。在叶子里，气孔打开，吸入二氧化碳并排出氧气。二氧化碳分子被用作光合作用的碳源。
根，特别是根毛，是吸收养分的重要器官。根的结构和构造可以改变营养物质的吸收率。养分离子被输送到根的中心，即根茎，以使养分到达传导组织、木质部和韧皮部。凯氏带，是在中柱外根内的细胞壁，防止水和营养物质的被动流动，帮助调节营养物质和水的吸收。木质部在植物体内移动水和矿物离子，韧皮部负责有机分子的运输。水势对植物的养分吸收起着关键作用。如果植物体内的水势比周围的土壤更负，养分将从土壤中溶质浓度较高的区域转移到植物体内溶质浓度较低的区域。
植物通过根部摄取养分有三种基本方式：
1. 简单扩散发生在非极性分子，如O2、CO2和NH3遵循浓度梯度，被动地在细胞脂质双层膜上移动而不使用运输蛋白。
2. 促进扩散是溶质或离子在浓度梯度下的快速移动，由运输蛋白促进。
3. 主动运输是指细胞逆浓度梯度吸收离子或分子；这需要一个能量来源，通常是ATP，为分子泵提供动力，使离子或分子通过膜。

营养物质可以在植物体内移动到最需要的地方。例如，植物会试图向其年轻的叶子提供比老叶子更多的养分。当养分在植物体内流动时，任何缺失的症状首先在老叶上显现。然而，并非所有的养分都具有同等的流动性。氮、磷和钾是可移动的营养物质，而其他营养物质有不同程度的移动性。当移动性较差的养分缺乏时，年轻的叶子会受到影响，因为该养分不会向它们移动，而是停留在老叶中。这种现象有助于确定植物可能缺乏哪些营养物质。
许多植物与微生物发生共生关系。这些关系中的两个重要类型是
1. 与根瘤菌等进行生物固氮的细菌一起，将大气中的氮（N2）转化为铵（NH+）；以及
2. 与菌根真菌，通过它们与植物根系的结合，有助于创造更大的有效根系表面积。这两种互利关系都能增强养分的吸收。[6]

地球上的大气含有78%以上的氮。被称为豆科植物的植物，包括农民广泛种植的农作物紫花苜蓿和大豆，藏有固氮细菌，可以将大气中的氮转化为植物可以使用的氮。不属于豆科植物的植物，如小麦、玉米和水稻，依靠土壤中的氮化合物来支持其生长。这些可以通过土壤有机质的礦化作用或添加的植物残体、固氮细菌、动物粪便、通过雷击破坏三键氮分子或通过施用化肥来提供。

## 营养素的功能
众所周知，至少有17种元素是植物的基本营养物质。在相对大量的情况下，土壤提供氮、磷、钾、钙、镁和硫；这些通常被称为宏量营养素。土壤提供相对少量的铁、锰、硼、钼、铜、锌、氯和钴，即所谓的微量营养素。营养物质不仅要有足够的数量，而且要有适当的比例。
植物营养是一个难以完全理解的课题，部分原因是不同植物之间的差异，甚至一个特定克隆的不同物种或个体之间的差异。含量低的元素可能会引起缺乏症状，而含量过高则可能出现中毒现象。此外，一种元素的缺乏可能表现为毒性的症状。
营养素的缺乏会导致另一种元素的缺乏，反之亦然。一种营养物质的丰富可能导致另一种营养物质的缺乏。例如，K+的吸收可能受到可用的NH+
4数量的影响。
氮在地球的大气中很丰富，一些具有商业价值的农业植物从事固氮作用（将大气中的氮转化为生物上有用的形式）。然而，植物大多是通过土壤获得氮，而土壤中的氮已经转化为生物有用的形式。这一点很重要，因为大气中的氮对植物来说太大了，需要大量的能量才能转化为较小的形式。这些植物包括大豆、食用豆和豌豆，以及主要用于喂养牲畜的三叶草和紫花苜蓿。诸如商业上重要的玉米、小麦、燕麦、大麦和水稻等植物需要氮化合物存在于它们生长的土壤中。
碳和氧是从空气中吸收的，而其他营养物质是从土壤中吸收的。绿色植物通常通过光合作用的过程从空气中的二氧化碳中获得碳水化合物的供应。这些营养物质中的每一种都在不同的地方用于不同的基本功能。

### 基本营养素
基本的营养物质来自于空气和水。

#### 碳
碳构成大多数植物生物分子的骨架，包括蛋白质、淀粉和纤维素。碳是通过光合作用固定的；这将空气中的二氧化碳转化为碳水化合物，用于在植物体内储存和运输能量。

#### 氢
氢气是构建糖类和建设植物所必需的。它几乎完全从水中获得。氢离子是质子梯度的必要条件，有助于驱动光合作用和呼吸作用中的电子传输链。

#### 氧
氧气是植物体内许多有机和无机分子的组成部分，并以多种形式获得。这些形式包括 O2和CO2以及H2O、NO3、H2PO4和SO24。植物在光合作用中与葡萄糖一起产生氧气，但随后需要O2来进行有氧细胞呼吸，并分解这些葡萄糖以产生ATP。

### 宏量营养素（一级）

#### 氮
氮是几种最重要的植物物质的主要成分。例如，氮化合物占原生质干物质的40%到50%，而且它是构成蛋白质的氨基酸的一个成分。
它也是叶绿素的一个重要成分。在许多农业环境中，氮是快速生长的限制性营养物质。

#### 磷
与氮一样，磷也参与了许多重要的植物过程。在植物体内，它主要作为核酸的结构成分存在：脱氧核糖核酸（DNA）和核糖核酸（RNA），以及脂肪磷脂的成分，这对膜的发育和功能很重要。它以有机和无机形式存在，这两种形式在植物体内都很容易转移。细胞内的所有能量传递都严重依赖磷。与所有生物一样，磷是三磷酸腺苷（ATP）的一部分，它在所有需要细胞能量的过程中都有直接作用。磷还可以通过磷酸化作用来改变各种酶的活性，并用于细胞信号传递。磷集中在植物生长最活跃的地方，并储存在种子内以备发芽。

#### 钾
与其他主要元素不同，钾不参与任何参与新陈代谢的重要植物成分的构成，但它确实大量存在于植物的所有部分。钾对酶的活性至关重要，包括参与初级代谢的酶。它在调节水分方面起作用，影响气孔的功能和细胞体积的增长。
它在叶片和生长点中似乎特别重要。钾在营养元素中因其在植物组织内的流动性和可溶性而表现突出。
涉及钾的过程包括碳水化合物和蛋白质的形成，植物内部水分的调节，作为复杂物质的催化剂和冷凝剂，作为酶作用的加速器，以及作为光合作用的贡献者，特别是在低光强度下。钾通过钾离子泵调节气孔的开放和关闭。由于气孔在水分调节中很重要，钾可以调节叶片的失水，提高抗旱能力。钾作为光合作用和呼吸作用中使用的酶的激活剂。钾被用来制造纤维素，并通过形成叶绿素前体来帮助光合作用。钾离子具有高度流动性，可以帮助平衡植物体内的阴离子电荷。在一些树种中发现了钾的营养和抗寒性之间的关系，包括两种云杉。钾有助于果实的着色、形状，还能增加其糖度。因此，在富含钾的土壤中会产生优质的果实。
研究表明，K+运输与辅助素平衡、细胞信号、细胞扩张、膜贩运和韧带运输有关。

### 宏观营养素（二级和三级）

#### 硫
硫是一些氨基酸（包括半胱氨酸和蛋氨酸）和维生素的结构成分，也是叶绿体生长和功能所必需的；它存在于光合作用中电子传输链的铁硫复合物中。豆科植物固定N2，以及将硝酸盐转化为氨基酸，然后转化为蛋白质，都需要它。

#### 钙
植物中的钙主要存在于叶片中，在种子、果实和根部的浓度较低。一个主要的功能是作为细胞壁的组成成分。当与中层的果冻状果胶的某些酸性化合物结合时，钙形成一种不溶性盐。它还与分生组织密切相关，在根的发育中特别重要，在细胞分裂、细胞伸长和氢离子的解毒中发挥作用。归因于钙的其他功能有：中和有机酸；抑制一些钾激活的离子；以及在氮的吸收中发挥作用。缺钙植物的一个明显特征是根系有缺陷。根系通常先于地上部分受到影响。花期腐烂也是钙不足的结果。
钙能调节其他营养物质进入植物体内的运输，也参与某些植物酶的激活。缺钙会导致发育不良。这种营养素参与光合作用和植物结构。它需要作为空泡中阴离子的平衡阳离子，并作为细胞膜中的细胞内信使。

#### 镁
镁在植物营养中的突出作用是作为叶绿素分子的一个组成部分。作为一种载体，它还作为一种有效的激活剂参与了许多酶的反应，其中它与提供能量的磷化合物密切相关。

### 微量营养素
植物能够充分地积累大多数微量元素。有些植物是它们生长的化学环境的敏感指标，有些植物具有排除或限制吸收特定元素或离子种类的屏障机制，例如，桤木树枝通常积累钼，但不积累砷，而云杉树皮则相反。否则，植物可以将其根系渗透的土壤质量的地球化学特征与所含的地下水结合起来。由于许多元素在植物末端的组织中积累的趋势，有利于取样。一些微量营养素可以作为种子包衣使用。

#### 铁
铁是光合作用所必需的，在植物中作为一种酶的辅助因子存在。铁的缺乏会导致叶脉间的萎缩和坏死。铁不是叶绿素的结构部分，但对其合成非常重要。铜的缺乏可能导致铁的缺乏。它有助于植物的电子运输。

#### 钼
钼是构建氨基酸的重要酶的辅助因子，参与氮的代谢。钼是硝酸盐还原酶和氮素酶的一部分。由于缺钼而导致的生产力下降通常与这些酶中的一种或多种酶的活性降低有关。

#### 硼
硼在植物体内有许多功能：它影响开花和结果、花粉发芽、细胞分裂和主动吸收盐。氨基酸和蛋白质、碳水化合物、钙和水的代谢都受到硼的强烈影响。所列举的这些功能中，有许多可能体现在它通过降低细胞膜的极性，从而降低通过糖所需的能量，使高极性的糖通过细胞膜的功能。如果糖不能足够迅速地传递给生长最快的部分，这些部分就会死亡。

#### 铜
铜对光合作用很重要。缺铜的症状包括萎缩。它参与许多酶的过程；是正常光合作用的必要条件；参与木质素的制造并参与谷物生产。它在某些土壤条件下也很难找到。

#### 锰
锰是光合作用的必要条件，包括叶绿体的构建。锰的缺乏可能导致颜色异常，如叶子上的变色斑。

#### 钠
钠参与CAM和C4植物中磷酸烯醇丙酮酸的再生。钠有可能取代钾对气孔开放和关闭的调节作用。
钠的本质：
- 对C4植物而不是C3植物是必不可少的
- 用Na代替K。植物可分为四组：

1. A组--高比例的K可以被Na取代并刺激生长，这是施用K所不能达到的。
2. B组-观察到对Na的特定生长反应，但它们的区别要小得多
3. C组-只可能有少量的替代，Na没有影响。
4. D组-没有发生替代现象

- 刺激生长-增加叶面积和气孔。改善水分平衡
- 钠在新陈代谢中的功能

1. C4代谢
2. 阻碍丙酮酸盐转化为磷酸烯醇丙酮酸盐
3. 降低光系统II的活性和中间叶绿体的超结构变化

- 替换K的功能

1. 内部渗透剂
2. 气孔功能
3. 光合作用
4. 长途运输中的反作用
5. 酶的激活
6. 提高作物的质量，例如通过增加蔗糖来改善胡萝卜的味道。

#### 锌
大量的酶都需要锌，并且在DNA转录中起着重要作用。缺锌的一个典型症状是叶片生长迟缓，俗称 "小叶子"，是由生长激素辅助素的氧化降解引起的。

#### 镍
在高等植物中，镍是以Ni2+离子的形式被植物吸收的。镍是激活尿素酶的必要条件，尿素酶是一种参与氮代谢的酶，需要处理尿素。如果没有镍，有毒的尿素水平会积累，导致坏死病变的形成。在低等植物中，镍能激活参与各种过程的几种酶，并能替代锌和铁作为某些酶的辅助因子。

#### 氯
氯，作为复合氯化物，是渗透作用和离子平衡所必需的；它还在光合作用中起作用。

#### 钴
钴已被证明至少对一些植物有益，尽管它似乎不是大多数物种所必需的。然而，它已被证明对与豆科植物和其他植物有关的固氮细菌的固氮作用至关重要。

#### 硅
硅不被认为是植物生长和发展的必要元素。它总是在环境中大量存在，因此，如果需要，它是可以得到的。它存在于植物的结构中，可以改善植物的健康。
在植物中，硅在实验中被证明可以加强细胞壁，提高植物的强度、健康和生产力。有研究表明，硅可以提高抗旱和抗冻能力，减少住宿的可能性，并提高植物的天然虫害和疾病防治系统。硅还被证明可以通过提高根系质量和密度来改善植物的活力和生理状况，并增加地上植物生物量和作物产量。美国植物食品控制官员协会（AAPFCO）目前正在考虑将硅提升到 "植物有益物质 "的地位。

#### 钒
一些植物可能需要钒，但浓度很低。它也可能是钼的替代物。

#### 硒
硒可能不是开花植物所必需的，但它可能是有益的；它可以刺激植物生长，提高对氧化应激的耐受性，并增加对病原体和食草动物的抵抗力。

## 流动性

### 流动
氮通过木质部以硝酸盐离子的形式，或以有机形式，如氨基酸或酰胺，从根部运输到叶冠。氮还可以以酰胺、氨基酸和尿苷的形式在韧皮部汁液中运输；因此它在植物体内是流动的，老叶比嫩叶更早表现出萎缩和坏死。

### 固定
由于钙在韧皮部是不流动的，所以在新的生长中可以看到缺钙的情况。当发育中的组织被迫依赖木质部时，钙只能通过蒸腾作用来供应。
硼在植物体内不能通过韧皮部转移。它必须通过木质部供应给生长部分。叶面喷洒只影响被喷洒的部分，这对生长最快的部分可能是不够的，而且是非常暂时的。
在植物中，硫不能从老叶中被调动出来用于新的生长，所以缺失症状首先出现在最年轻的组织中。缺失的症状包括叶子发黄和生长受阻。

## 营养素缺乏

### 症状
营养物质缺乏的影响可以从生长速度的微弱抑制到明显的发育不良、畸形、变色、痛苦，甚至死亡而有所不同。视觉症状明显到足以用于识别营养缺乏症的情况很少。大多数缺陷是多发性和中度的。然而，虽然很少有单一营养素的缺乏，但氮通常是供应最短缺的营养素。
叶子的萎缩并不总是由于矿物养分的缺乏。日晒可以产生表面上类似的效果，但矿物质缺乏往往会导致过早落叶，而日晒则不会，日晒也不会压低氮浓度。

### 宏量营养素
缺氮最常见的结果是生长受阻、生长缓慢和萎缩。缺氮的植物还将在茎、叶柄和叶子下面表现出紫色的外观，这是因为花青素色素的积累。
磷的缺乏会产生与氮的缺乏类似的症状，其特点是叶子因缺乏叶绿素而出现强烈的绿色或发红。如果植物遇到高磷缺乏症，叶子可能会变性，出现死亡的迹象。偶尔叶子会因为花青素的积累而呈现紫色。正如罗素所指出的。"磷酸盐缺乏症与氮素缺乏症不同，它极难诊断，作物可能遭受极端饥饿，而没有任何明显的迹象表明缺乏磷酸盐是原因。罗素的观察至少适用于一些针叶树苗，但本齐安发现，尽管在英格兰非常酸性的林木苗圃中对磷的反应一直很高，但除了轻微缺乏光泽外，没有任何物种显示出任何明显的缺磷症状。磷的水平必须非常低，才会在这种苗木中出现明显的症状。在磷含量为0ppm的沙培中，白云杉的幼苗非常小，而且染成深紫色；在0.62ppm时，只有最小的幼苗是深紫色；在6.2ppm时，幼苗的大小和颜色都很好。
如果没有持续的钙供应给新发育的细胞，根系的效率就会降低。即使是短期的钙供应中断也会破坏生物功能和根部功能。叶子缺钙的一个常见症状是叶子向叶脉或叶子中心卷曲。很多时候，这也会有一个发黑的外观。一些缺钙的作物如果遇到湿度突然增加，叶尖可能会出现烧焦和开裂的现象。缺钙可能出现在由韧皮部供养的组织中，导致西瓜、辣椒和西红柿的花端腐烂，花生的空荚和苹果的苦涩果实。在封闭的组织中，缺钙可引起芹菜黑心和油菜（如欧芹）的 "褐心"。
研究人员发现，部分缺乏K或P并不改变Brassica napus L.植物中磷脂酰胆碱的脂肪酸组成。另一方面，缺钙确实导致了多不饱和化合物的明显下降，预计这将对植物膜的完整性产生负面影响，这可能会影响一些特性，如其渗透性，并且是根膜的离子吸收活动所需要的。
缺钾可能会导致坏死或脉络间的萎缩。缺钾可能导致病原体、萎蔫、萎缩、褐斑的风险更高，受霜冻和高温损害的几率也更高。中度缺钾时，其影响首先出现在老的组织中，然后从那里向生长点发展。急性缺钾会严重影响生长点，通常会出现枯萎。白云杉缺钾的症状包括：针叶变褐和死亡；高度和直径的增长减少；针叶的保持力受损；针叶长度减少。

### 微量营养素
钼的缺乏通常在老的生长上发现。Fe、Mn和Cu影响新的生长，导致绿色或黄色脉络，Zn Ca影响新老叶子，B会在顶芽上出现。缺锌的植物由于节间扩展减少，可能会出现叶片相互重叠的情况。
锌是工业作物栽培中最广泛缺乏的微量营养素，其次是硼。酸化的氮肥在颗粒周围形成微点，使微量营养素阳离子在碱性土壤中保持较长时间的可溶性，但高浓度的P或C可能会否定这些作用。
硼的缺乏影响种子产量和花粉肥力，在红土中很常见。硼对细胞壁的正常形成和加强至关重要。缺少硼会导致细胞短粗，产生发育不良的子实体和根。缺少会导致终端生长点的死亡和生长迟缓。硼的不足量影响许多农作物，豆科牧草作物的影响最为强烈。缺硼可以通过分析植物材料来检测，以便在明显的症状出现之前进行修正，之后再防止作物损失就太晚了。草莓缺硼会产生块状的果实；杏子不会开花，即使开花也不会结果，或者根据缺硼的程度而掉果。广播式补硼是有效的，而且是长期的；叶面喷洒是立即的，但必须重复。

## 毒害
土壤水溶液中的硼浓度高于1ppm，对大多数植物有毒。植物内的有毒浓度对小谷物来说是10至50ppm，对耐硼作物如甜菜、芦柑、黄瓜和针叶树来说是200ppm。有毒的土壤条件一般只限于干旱地区，或由地下硼砂沉积物与水接触或火山气体溶解在渗水中引起。